# Odontotrypes semenowi
Odontotrypes semenowi es una especie de coleóptero de la familia Geotrupidae.

## Distribución geográfica
Habita en Qinghai (China).